# AZ Medien
Die AZ Medien AG ist ein Medienunternehmen mit Sitz in Aarau. Weitere Standorte befinden sich in der ganzen Nordwestschweiz.

## Geschichte

### Vorläufer
Die Geschichte des Unternehmens reicht zurück bis ins Jahr 1836, als Josef Zehnder, Ururgrossvater des heutigen Verlegers Peter Wanner, erstmals die Aargauer Volkszeitung herausgab. 1848 gründete Zehnder die erste täglich erscheinende Zeitung auf dem Platz Baden, aus der später das Badener Tagblatt hervorging. Fast parallel dazu gründete 1847 Verleger Samuel Landolt das Aarauer Tagblatt, das 1880 den Namen Aargauer Tagblatt annahm.

### AZ Medien
Die AZ Medien gingen 1996 aus dem Zusammenschluss der Medienhäuser Aargauer Tagblatt AG und Badener Tagblatt AG hervor. Dabei wurde das Aargauer Tagblatt mit dem Badener Tagblatt zur Aargauer Zeitung fusioniert. 2001 wurde die Mittelland Zeitung gegründet – eine Kooperation der Aargauer Zeitung, der Solothurner Zeitung, des Oltner Tagblatts und des Zofinger Tagblatts sowie der Limmattaler Zeitung und der Basellandschaftlichen Zeitung. Aus dieser Zusammenarbeit entstand 2007 Der Sonntag. 2009 übernahmen die AZ Medien die Vogt-Schild Medien AG, Herausgeberin der Solothurner Zeitung, und nahmen das umgebaute AZ Mediencenter in Aarau in Betrieb.
Ende 2011 übernahmen die AZ Medien die Regionalsender TeleZüri und TeleBärn, welche zusammen mit Tele M1 dem Bereich AZ Medien TV angehören. Anfang 2012 erschien erstmals die bz Basel, die regionale Tageszeitung für Stadt und Agglomeration Basel. Im selben Jahr gaben die AZ Medien ihren regionalen Tageszeitungen eine nationale Markenklammer: Die Nordwestschweiz (seit Juni 2014 az Nordwestschweiz). 2013 lancierten die AZ Medien, in Kooperation mit Südostschweiz Medien, die Sonntagszeitung Schweiz am Sonntag. Im selben Jahr investierten sie in die Beschaffung einer neuen Druckmaschine und in Beteiligungen an der News-Website watson.ch.
2013 wurde Axel Wüstmann CEO der AZ Medien. Durch die neuen Sender TV24 im Jahr 2014 und TV25 2016 vergrösserte sich der Geschäftsbereich AZ Medien TV. Ebenfalls 2014 bekam Die Nordwestschweiz ein neues Layout, und die Dietschi AG wurde übernommen. Seither gehört das ot Oltner Tagblatt ebenfalls zu AZ Medien. Das Digitalgeschäft  wurde in einem selbständigen Bereich, AZ Medien Digital, konsolidiert und das Know-how gebündelt; AZ Medien Digital betrieb und vermarktete seither alle Onlineprodukte von AZ Medien. Ebenfalls 2014 wurde in Aarau ein neues Druckzentrum eröffnet.
2016 wurden Radio 24 und Radio Argovia unter Führung von AZ Medien in das Unternehmen integriert, und swissmom.ch ging komplett in Besitz von AZ Medien über, nachdem schon im Jahr zuvor AZ Medien Digital dessen Vermarktung übernommen hatte. 2016 wurde zudem die Ersatzinvestition einer neuen Rollenoffsetdruckmaschine für den Akzidenzdruck bei Vogt-Schild Druck getätigt.
Mit dem Slogan «der Sonntag beginnt schon am Samstag» wurde im Februar 2017 die Schweiz am Sonntag durch die Schweiz am Wochenende ersetzt. Im November 2017 lancierten die AZ Medien Virgin Radio Switzerland. Am 17. Januar 2018 wurden die Sender Virgin Radio Hits Switzerland und Virgin Radio Rock Switzerland erstmals ausgestrahlt. Ende 2017 übernahmen die AZ Medien den Schweizer Privatsender S1.

### Joint VentureCH Mediamit der NZZ-Mediengruppe
Auf den 1. Oktober 2018 brachten die AZ Medien und die NZZ-Mediengruppe ihre Regionalzeitungen und Radio- und TV-Stationen in ein Joint Venture mit dem Namen CH Media ein, das beiden Gruppen zu gleichen Teilen gehörte. Im Jahr 2023 hat die AZ Medien mit 65 % die Mehrheit übernommen, NZZ hält noch 35 %. Von Seiten der AZ Medien betrifft dies alle Bereiche – Print, Radio, TV, Online – mit Ausnahme der Online-Zeitung Watson, welche erst 2023 integriert wurde; diese brauche als Start-up-Unternehmen noch unternehmerischen Freiraum, eine spätere Einbindung sei aber denkbar hiess es damals. In den Verbund eingeführt wurden auch die Zeitschriften der AZ Medien. Die NZZ-Mediengruppe brachte ihr gesamtes Regionalmediengeschäft mit St. Galler Tagblatt und Luzerner Zeitung, Radio- und TV-Stationen ein sowie einzelne Fachzeitschriften wie die Schweizer Musikzeitung. Auch die Druckereien sowie alle Mitarbeiter und Führungskräfte der genannten Bereiche beider Mediengruppen gingen ins neue Unternehmen über. Nicht Bestandteil des Zusammenschlusses sind die Geschäftsbereiche NZZ Medien und Business Medien der NZZ-Mediengruppe, dazu zählen unter anderem die Neue Zürcher Zeitung und die NZZ am Sonntag.

## Produkte
Die AZ Medien gaben 13 Zeitungen und Regionalausgaben heraus, multimedial vernetzt mit regionalen Online-Newsportalen, E-Papers, iPad- und Mobileapplikationen. Fernsehsender, Radiosender, verschiedene auflagenstarke, ein- bis zweimal erscheinende Wochenzeitungen. Fach- und Special-Interest-Zeitschriften sowie Kundendruck rundeten die Produkte- und Servicepalette ab. Der Grossteil dieser Produkte wurde am 1. Oktober 2018 in das Joint Venture mit der NZZ-Mediengruppe CH Media überführt. Bei den AZ Medien verbleiben vorläufig die zwei konzessionierten Radio-Sender Argovia und Radio 24 und die zwei konzessionierten TV-Sender Tele M1 und Tele Bärn sowie die Online-Zeitung Watson.
Der AT Verlag, Sachbuchverlag der AZ Medien mit Standorten in der Schweiz und Deutschland, publiziert Bücher zu den Kernthemen Kochen, Heilkunde, Orte der Kraft, Werken und Reisen/Schweiz.

## Beteiligungen
Die wichtigsten Beteiligungen von AZ Medien umfassen: CH Media AG, AZ Anzeiger AG, AZ Fachverlage AG, AZ Management Services AG, AZ Regionalfernsehen AG (vormals Tele M1 AG), CH Media TV AG (vormals AZ TV Productions AG), AZ Verlagsservices AG, AZ Vertriebs AG, AZ Zeitungen AG, Dietschi AG, Belcom AG, Fixxpunkt AG, Media Factory AG, Mittelland Zeitungsdruck AG, Vogt-Schild Druck AG, VS Vertriebs GmbH und Weiss Medien AG.